# اليوم العالمي للإسكان
يحتفل باليوم العالمي للإسكان في أول يوم إثنين من شهر تشرين الأول (أكتوبر) حول العالم. وهو أحد المناسبات الرسمية التي أعتمدتها الأمم المتحدة وأحتفل به للمرة الأولى عام 1986. يهدف هذا اليوم لبيان حالة مدننا وقرانا وإمكانية حصول الإنسان على ملجأ وهو أحد حقوق الإنسان الأساسية. كما يهدف إلى تذكير العالم بالمسؤولية المشتركة لتوفير مساكن للأجيال القادمة.

## على لائحة الشرف
منح برنامج الأمم المتحدة للإستيطان البشري جائزة الشرف للإسكان منذ عام 1989. تعترف الجائزة بالمبادرات التي تساهم مساهمة بارزو في المجالات المرتبطة بإسكان البشر.
.

## أيام إسكان عالمية سابقة
| العام | الفكرة الرئيسية                      | المكان          | الضيف الرئيسي |
| ----- | ------------------------------------ | --------------- | --- |
| 2009  | "تخطيط مستقبلنا الحضاري"             | واشنطن دي سي    | |
| 2008  | "مدن الوئام"                         | لواندا، أنغولا  | خوسيه إدواردو دوس سانتوس - رئيس أنغولا |
| 2007  | "مدينة آمنة هي مجرد مدينة"           | هاغو، هولندا    | ويم ديتمان, عمدة مدينة هاغو |
|       |                                      | مونيري، المكسيك | زافالا بنتشي، سكرتير وزارة التنمية الإجتماعية |
| 2006  | "المدن، جاذبية الأمل"                | نابلس           | فيتوريو كراكسي، نائب وزير الخارجية المسؤول عن شؤون متعددة الأطراف                                                                                         |
|       |                                      | كازان           | كامل إسحاقوف - الممثل المفوض لرئيس روسيا الاتحادية في المنطقة الفيدرالية الشرقية القصوى، رئيس المدن المتحدة والقسم الإقليمي للحكومات اليوروأسيوية المحلية |
| 2005  | "الأهداف الإنمائية الألفية والمدن"   | جاكارتا         | الرئيس سوسيلو بامبانغ يودهويونو |
| 2004  | "المدن - محركات التنمية الريفية"     | نيروبي          | الرئيس الكيني مواي كيباكي |
| 2003  | "المياه والصرف الصحي في المدن"       | ريو دي جانيرو   | سيزار مايا، عمدة مدينة ريو دي جانيرو |
| 2002  | "التعاون، مدينة لمدينة"              | بروكسل          | الأمير فيليب، دوق برابانت]] |
| 2001  | "مدن دون أحياء فقيرة"                | فوكوواكا        | واتارو آسو، محافظ محافظة فوكوواكا |
| 2000  | "المرأة في الإدارة الحضرية"          | جامايكا         | سيمور مولينغيز، نائب رئيس الوزراء ووزير الأراضي والبيئة                                                                                                   |
| 1999  | "مدن للجميع"                         | داليان          | [[يو زهينغ شينغ، وزير البناء، الصين |
| 1998  | "مدن أكثر أمنا"                      | دبي             | قاسم سلطان البنا، المدير العام، بلدية دبي، الإمارات العربية المتحدة                                                                                       |
| 1997  | "مدن المستقبل"                       | بون             | كلاوس توبفير, الوزير الاتحادي للتخطيط الإقليمي، التطوير الحضري والعمراني، ألمانيا                                                                         |
| 1996  | "التحضّر والمواطنة والتضامن الإنساني" | بودابست         | وزير الداخلية، هنغاريا |
| 1995  | "مناطقنا المجاورة"                   | كوريتيبا        | عمدة مدينة كوريتيبا |
| 1994  | "البيت والعائلة"                     | دكار            | عبدو ضيوف، الرئيس السنغالي |
| 1993  | "المرأة وتطوير المسكن"               | مدينة نيويورك   | بطرس غالي، السكرتير العام للأمم المتحدة |
| 1992  | "المأوى والتنمية المستدامة"          | مدينة نيويورك   | بطرس غالي، السكرتير العام للأمم المتحدة |
| 1991  | "المأوى وبيئة العيش"                 | هيروشيما        | عمدة هيروشيما |
| 1990  | "المأوى والتحضّر"                     | لندن            | جيفري هاو |
| 1989  | "المأوى والصحة والعائلة"             | جاكارتا         | سوهارتو، الرئيس الإندونيسي |
| 1988  | "المأوى والمجتمع"                    | لندن            | روبرت رونسييه، رئيس أساقفة كانتربيري |
| 1987  | "مأوى للمشردين"                      | نيويورك         | خافيير بيريز دي كويلار، السكرتير العام للأمم المتحدة |
| 1986  | "من حقي الحصول على مأوى"             | نيروبي          | |